# Playlist: The Very Best of Britney Spears
Playlist: The Very Best of Britney Spears е сборен албум с хитове на Бритни Спиърс, издаден на 6 ноември 2012 от RCA и Legacy.
Албумът включва избрани песни от албумите ...Baby One More Time (1999), Oops!... I Did It Again (2000), Britney (2001), In the Zone (2003), Blackout (2007), Circus (2008) и Femme Fatale (2011).

## Списък с песни
1. „...Baby One More Time"
2. „(You Drive Me) Crazy (The Stop Remix!)"
3. „Oops!... I Did It Again"
4. „Stronger"
5. „I'm a Slave 4 U"
6. „Toxic"
7. „Gimme More"
8. „Womanizer"
9. „Hold It Against Me"
10. „Till the World Ends"
11. „If U Seek Amy"
12. „I Wanna Go"
13. „Piece of Me"
14. „Circus (Diplo Circus Remix)"